# Фри Хати
Фри Ха́ти (Free Hearty; род. 20 апреля 1952, Кутачане, Аче) — индонезийская поэтесса, участница феминистского движения Индонезии. Среди друзей Бонда Фри. Наст. имя индон. Yet Bakry.

## Краткая биография
По национальности минангкабоу. Oкончила среднюю школу в Паданге, в 1986 г. — университет Бунг Хатта (Паданг), в 1994 г. защитила магистерскую диссертацию в Университете Гаджа Мада (Джокьякарта) и в 2005 г. докторскую — в Университете Индонезия (Джакарта). В 1986—2000 гг. преподавала в университете Бунг Хатта.

## Творчество
Пишет стихи и прозу, в том числе повести. Первый рассказ издан в 1972 г. Публикация стихов относится к 1987 г. («Рисовое поле»). Поэтические авторские антологии: «Здравый смысл» (2012) и «Танец воображения» (2015). Стихи поэтессы публикуются также в Малайзии, в том числе в сборниках совместно с малайзийским поэтами: «Черное и белое» (2014). Принимает активное участие в деятельности писательских организаций Индонезии. С 2015 возглавляет Союз писательниц Индонезии.

## Награды
- Звание «Образцовый преподаватель» от Президента Индонезии (1996)

## Основные труды

### Поэзия
- Tari Imaji. Jakarta, 2015
- Nyanyian Pulau-Pulau. Antologi Wanita Penulis Indonesia. Jakarta: Yayasan Pustaka Obor Indonesia, 2010 (совместно с др.)
- Hati Perempuan. Jakarta: Penerbit KKK (Kosa Kata Kita), 2011
- Bumi Bicara. Jakarta: IndRI, 2012 (совместно с др.)
- Kumpulan Puisi Perempuan Indonesia-Malaysia. Jakarta: Yayasan Pustaka Obor Indonesia, 2013 (совместно с др.)
- Bonda Bndo Bersenandung. 2015 (совместно с Rohani Din)

### Рассказы
- Perempuan dalam Perempuan. Antologi Cerpen. Forum Sastra Wanita Minang, 1995
- Cerita Etnis 5 Negara Serumpun. Editor Free Hearty, Handoko F. Zainzam. Jakarta: WOHAI, 2013
- Penari dari Kuraitaji: kumpulan cerita pendek. Jakarta: Penerbit KKK (Kosa Kata Kita), 2015
- ....Nol Perkawinan. Jakarta, 2016
- Sepuluh Meretas Batas: Kumpulan Puisi dan Cerita Pendek. Jakarta: Yayasan Pustaka Obor Indonesia, 2018 (совместно с др.)

### Повести
- Tuhan Telah Memutuskan. Editor Pipiet Senja. Jakarta: Jendela, 2008
- Cinta di Lorong Waktu. Padang : Lembaga Women For Harmony Institute, 2012

### Публицистика
- Keadilan Jender dari persepektif Muslim Timur Tengah (2011)
- Identitas-Membaca Hanna dan Soe. Jakarta: Wohai, 2013
- Keadilan Jender: Perspektif Feminis Muslim dalam Sastra Timur Tengah. Jakarta: Yayasan Pustaka Obor Indonesia, 2015
- Kajian Perempuan Malaysia-Indonesia Dalam Sastra. Jakarta: Yayasan Pustaka Obor Indonesia, 2016 (совместно с Norhayati Ab. Rahman)

## Переводы на русский язык
- Не вcегда (Tak Selalu); Мать всех матерей (Ibu Semua Ibu); Объединяйтесь (Bersatu) // Стихи со склона горы. Современная женская поэзия Индонезии в переводах Виктора Погадаева. Составитель Хилда Винар (Sajak di Leher Bukit. Puisi Kintemporer Perempuan Indonesia. Penerjemah Victor Pogadaev. Penyusun Hilda Winar) М.: «Ключ-С», 2018, c. 103—105.

## Семья
- Отец полковник Заидин Бакри (Zaidin Bakry), литератор и деятель культуры (1922—2007)
- Мать Фатима Нур
- Сёстры Састри Юнизарти Бакри (р.1958), Джамифа Асмара, брат Эдди Сатриа Заид